# Swan River
Swan River es un pueblo canadiense situado en la provincia de Manitoba.

## Superficie
Swan River tiene una superficie de 6,81 km².

## Demografía
En 2021, tenía 4049 habitantes, una densidad poblacional de 595 hab./km², y 2020 viviendas.